# Franciszek Harazim

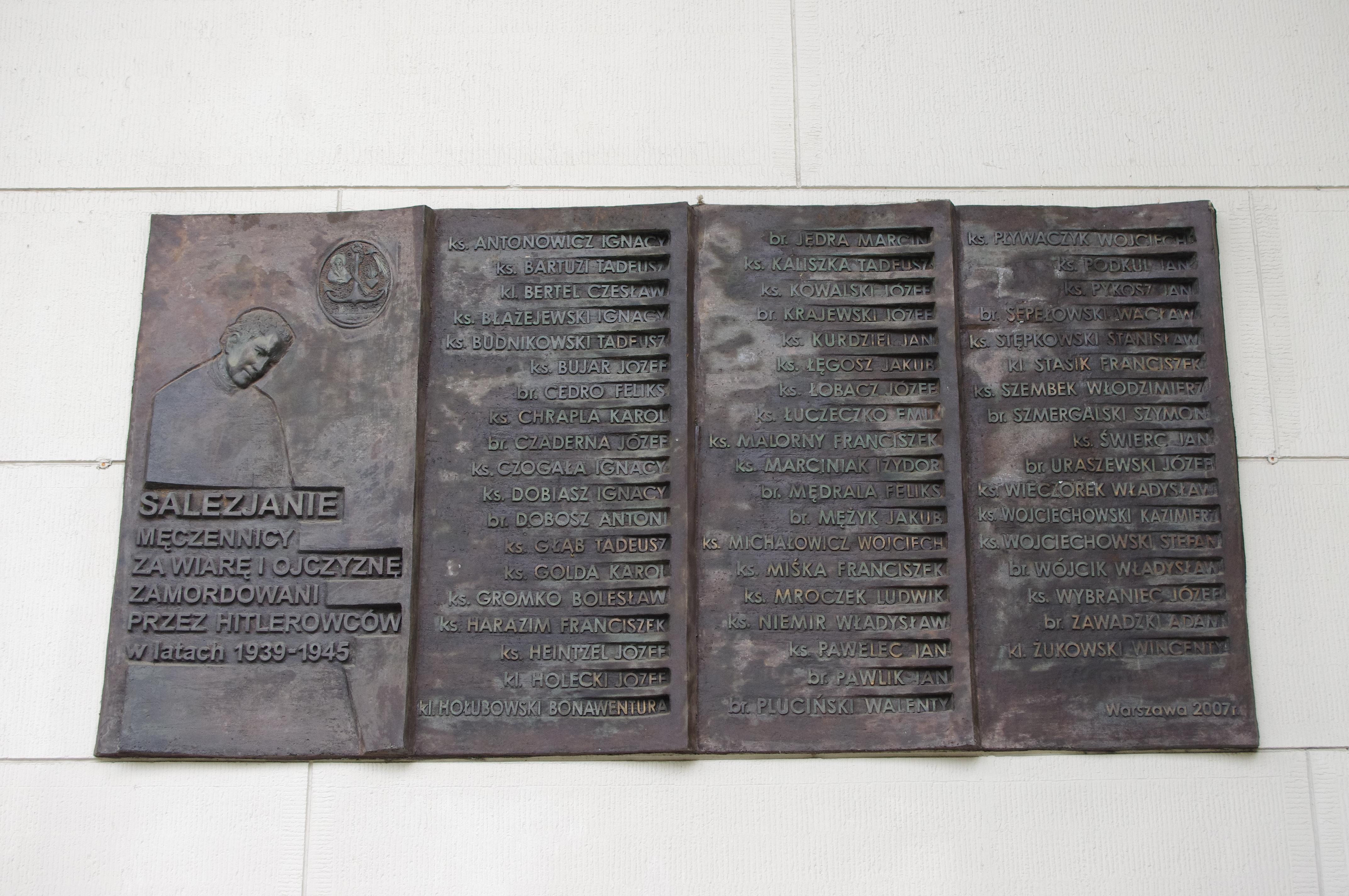
Tablica upamiętniająca salezjanów pomordowanych w czasie II wojny światowej na ścianie Bazyliki Najświętszego Serca Jezusowego w Warszawie

Franciszek Harazim SDB (ur. 22 sierpnia 1885 w Osinach, zm. 27 czerwca 1941 w KL Auschwitz) – polski duchowny rzymskokatolicki, salezjanin, Sługa Boży Kościoła katolickiego.

## Życiorys
Urodził się w Osinach koło Żor na Górnym Śląsku jako syn Karola i Marii z domu Sojka. W 1901 dostał się do Zakładu Salezjańskiego w Oświęcimiu, a następnie wstąpił do nowicjatu w Daszawie. Śluby zakonne złożył 27 stycznia 1907. Pracował w redakcji „Wiadomości Salezjańskich" w Turynie. W latach 1911–1915 odbył studia teologiczne w Foglizzo Cabavese. Po powrocie do kraju przyjął posadę nauczyciela w Zakładzie Oświęcimskim. Został również radcą Studentatu Filozoficznego na "Łosiówce" w Krakowie, a od 1920 był jego dyrektorem. W latach 1922–1927 był dyrektorem gimnazjum w Aleksandrowie Kujawskim. Po powrocie na "Łosiowkę” w Krakowie podjął obowiązki nauczyciela i wychowawcy kleryków.
Od młodości pisał wiersze i sztuki sceniczne. W 1951 wszystkie jego utwory zostały wycofane z polskich bibliotek oraz objęte cenzurą. Władał biegle językiem włoskim i niemieckim.

### Pobyt w KL Auschwitz i męczeńska śmierć
Po wybuchu II wojny światowej był przez pewien czas więziony w więzieniu Montelupich w Krakowie, a 26 czerwca 1941 został przewieziony do niemieckiego obozu koncentracyjnego KL Auschwitz. 27 czerwca 1941 podczas pracy na żwirowisku kapo zrzucili belkę na szyję jemu i Kazimierzowi Wojciechowskiemu, a następnie stanęli na niej. W ten sposób zostali uduszeni. Wcześniej tego dnia, na tym samym żwirowisku zostali zamęczeni księża salezjanie Jan Świerc i Ignacy Dobiasz.

## Proces beatyfikacyjny
Jest jednym z 122 Sług Bożych wobec których 17 września 2003 rozpoczął się proces beatyfikacyjny drugiej grupy polskich męczenników z okresu II wojny światowej. 24 maja 2011 w Pelplinie zakończył się etap diecezjalny, a wszystkie dokumenty przesłano do Kongregacji Spraw Kanonizacyjnych w Rzymie.